# Forças Armadas de Biafra
As Forças Armadas de Biafra (em inglês:  Biafran Armed Forces, BAF) foram as forças militares do Estado secessionista de Biafra que existiu de 1967 até 1970.

## História

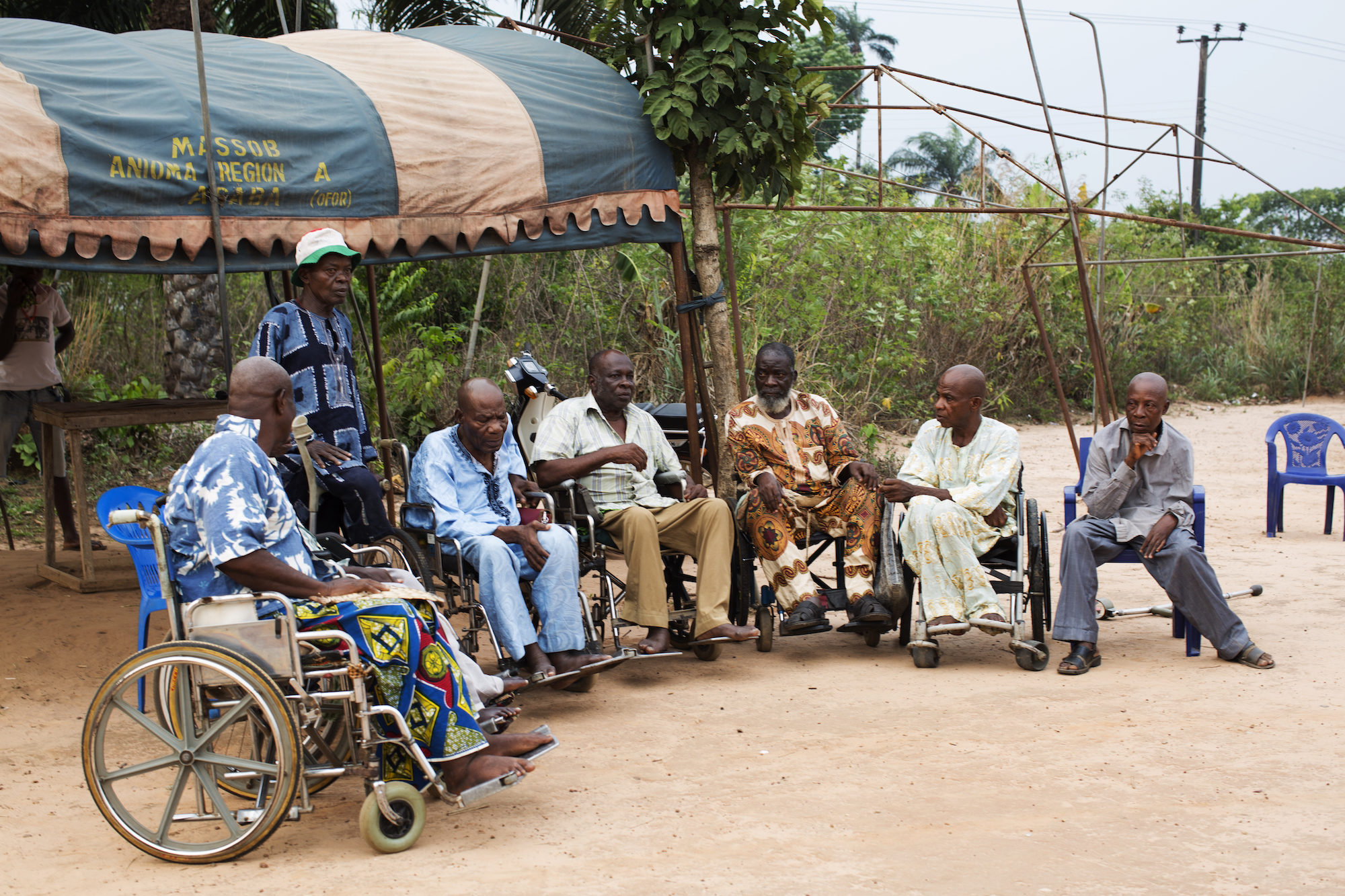
Veteranos de guerra biafrenses com deficiência em 2017

No início da Guerra Civil Nigeriana, Biafra tinha 3.000 soldados. Esse número cresceu à medida que a guerra progrediu, chegando a 30.000. Nenhum apoio oficial para o Exército de Biafra veio de qualquer outra nação, embora as armas tenham sido adquiridas clandestinamente. Por causa disso, os biafrenses fabricavam muitas de suas armas localmente.
Alguns europeus serviram à causa biafrense: o alemão Rolf Steiner era um tenente-coronel designado para a 4.ª Brigada de Comando, e o galês Taffy Williams serviu como major durante o conflito. Uma unidade de guerrilha especial, a Organização Biafrana dos Combatentes da Liberdade, foi estabelecida: projetada para imitar os vietcongues, atacaram as linhas de abastecimento nigerianas, forçando-os a transferir recursos para os esforços de segurança interna.

## Legado
Durante a Insurgência no leste da Nigéria a partir de 2021, um grupo separatista conhecido como "Guarda Nacional de Biafra" (Biafran National Guard, BNG) organizou o "Conselho Militar Supremo de Administração de Biafra". Este último representou-se como alto comando das Forças Armadas Biafranas restauradas, incluindo o "Exército de Biafra, Marinha de Biafra, Força Aérea de Biafra e Força de Investigações de Biafra".